# CHERISH! NONA REEVES THE REMIXES
『CHERISH! NONA REEVES THE REMIXES』（チェリッシュ・ノーナ・リーヴス・ザ・リミキシーズ）はNONA REEVESのリミックス・アルバムである。

## 概要
2001年11月7日にWEA Japanより発売された。アナログ盤『CHERISH! FOR THE TURNTABLES』も同時発売されている。

## 収録曲
1. パーティは何処に？ -2002 Samba Oddessy Remix-
作詞・作曲：西寺郷太
  - リミックス：sunaga t experience
2. DJ! DJ! 〜とどかぬ想い〜 -Readymade 524 Classics-
作詞：西寺郷太・竹前裕、作曲：西寺郷太・奥田健介・小松茂
  - リミックス：小西康陽
3. PEANUTS -*Cbsmgrfc Classic Schulz Mix-
作詞・作曲：西寺郷太
  - リミックス：CUBISMO GRAFICO
4. I LOVE YOUR SOUL -Welcome To Mirrorball Theater Mix-
作詞・作曲：西寺郷太
  - リミックス：DANCE☆MAN
5. LOVE LOVE♡ TOGETHER -Rocketman Mix-
作詞・作曲：西寺郷太
  - リミックス：Rocketman
6. DJ! DJ! 〜とどかぬ想い〜 -SWG Remix-
作詞：西寺郷太・竹前裕、作曲：西寺郷太・奥田健介・小松茂
  - リミックス：SHINCO from SDP
7. HEAVEN -dol-lop Reconstruction-
作詞・作曲：西寺郷太
  - リミックス：dol-lop
8. CESSNA -Okken's Brazilian Airport-
作詞・作曲：西寺郷太
  - NONA REEVES本人らによるサウンドリアレンジ。
9. パーティーは何処に？ -Sugiurumn House Mission Mix-
作詞・作曲：西寺郷太
  - リミックス：SUGIURUMN
10. LOVE TOGETHER 〜パラッパラッパーMIX〜
作詞・作曲：西寺郷太
  - 8枚目のシングル。

## CHERISH! FOR THE TURNTABLES
同時発売されたアナログ盤である。
CDとは曲順が異なっており、CD未収録のシングル曲がオリジナル・ヴァージョンで追加されている。

### KOOL SIDE
1. DJ! DJ! 〜とどかぬ想い〜 -Readymade 524 Classics-
作詞：西寺郷太・竹前裕、作曲：西寺郷太・奥田健介・小松茂
  - リミックス：小西康陽
2. DJ! DJ! 〜とどかぬ想い〜 -SWG Remix-
作詞：西寺郷太・竹前裕、作曲：西寺郷太・奥田健介・小松茂
  - リミックス：SHINCO from SDP
3. I LOVE YOUR SOUL
作詞・作曲：西寺郷太
  - オリジナル・ヴァージョン。
4. I LOVE YOUR SOUL -Welcome To Mirrorball Theater Mix-
作詞・作曲：西寺郷太
  - リミックス：DANCE☆MAN
5. パーティは何処に？ -2002 Samba Oddessy Remix-
作詞・作曲：西寺郷太
  - リミックス：sunaga t experience

### THE GANG SIDE
1. パーティーは何処に？ -Sugiurumn House Mission Mix-
作詞・作曲：西寺郷太
  - リミックス：SUGIURUMN
2. LOVE LOVE♡ TOGETHER -Rocketman Mix-
作詞・作曲：西寺郷太
  - リミックス：Rocketman
3. PEANUTS -*Cbsmgrfc Classic Schulz Mix-
作詞・作曲：西寺郷太
  - リミックス：CUBISMO GRAFICO
4. HEAVEN -dol-lop Reconstruction-
作詞・作曲：西寺郷太
  - リミックス：dol-lop